# Quentin Roosevelt
Quentin Roosevelt (Washington, 19 novembre 1897 – Chamery, 14 luglio 1918) è stato un ufficiale statunitense.

## Biografia
Quentin era il figlio minore di Theodore Roosevelt, e della sua seconda moglie, Edith Roosevelt. Aveva solo quattro anni quando suo padre divenne presidente, ed è cresciuto alla Casa Bianca. Di gran lunga il favorito di tutti i figli del presidente Roosevelt, Quentin era anche il più vivace.
Tra le molte marachelle di Quentin con la "banda della Casa Bianca" (un nome assegnato da suo padre a Quentin e ai suoi amici), creò un campo di baseball sul prato della Casa Bianca senza aver ottenuto il permesso, deturpò i ritratti ufficiali presidenziali, lanciò palle di neve dal tetto della Casa Bianca alle ignare guardie dei servizi segreti, e occasionalmente montava in cima all'ascensore di famiglia con il suo amico Charlie Taft. Anche Charlie, figlio del Segretario alla Guerra e futuro presidente William Howard Taft, faceva parte della banda.
In breve tempo divenne noto per le sue osservazioni umoristiche e talvolta filosofiche. Una volta, quando suo fratello Archie era molto malato, fu Quentin (con l'aiuto di Charles Lee, un cocchiere della Casa Bianca), che portò il cavallino Algonquin nella sua stanza con l'ascensore, sicuro che questo avrebbe fatto sorridere suo fratello. Da giovane, Quentin mostrò una naturale attitudine per la meccanica.

Iniziò gli studi alla Force Elementary School e poi frequentò la Episcopal High School di Alexandriain Virginia. Successivamente studiò presso la Evans School for Boys e la Groton School. Quentin ottenne costantemente punteggi alti e mostrò l'abilità intellettuale di suo padre e fu ammesso all'Università di Harvard nel 1915. Quando Quentin era al secondo anno ad Harvard, ccosì come suo padre, si dimostrò un promettente scrittore.

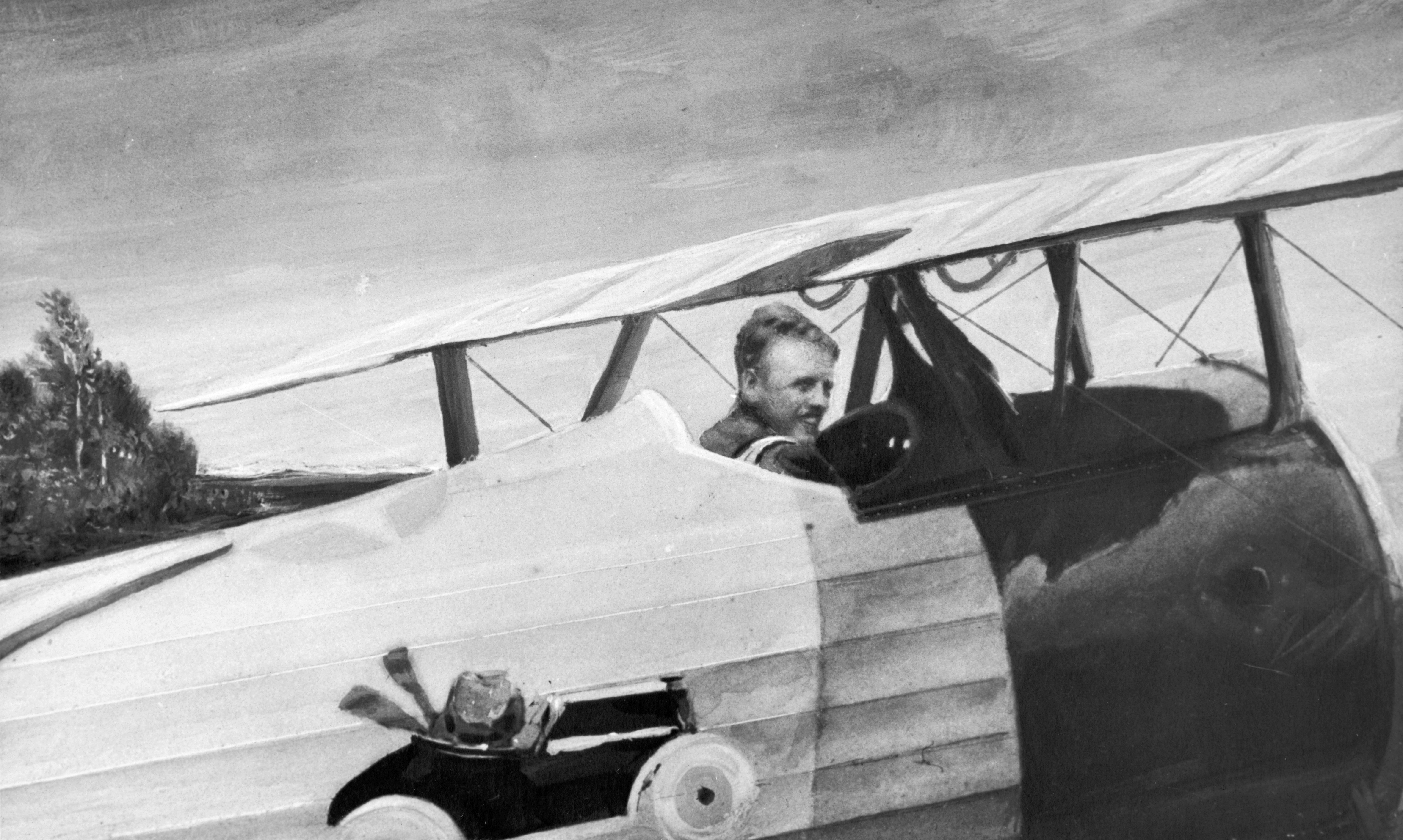
Quentin Roosevelt in un aereo da caccia Nieuport in Francia

### Fidanzamento
Quentin si fidanzò con Flora Payne Whitney, la figlia maggiore di Harry Payne Whitney e Gertrude Vanderbilt. Gertrude era una pronipote del "Commodoro" Cornelius Vanderbilt. Harry si oppose al rapporto di Flora con Quentin perché disapprovava la famiglia Roosevelt in generale e il liberale repubblicano Theodore Roosevelt in particolare.
Le lettere di Quentin a Flora e a suo padre riguardavano commenti sull'entrata in guerra degli Stati Uniti d'America. Mentre Theodore e Quentin erano inizialmente neutrali, in seguito all'affondamento della nave passeggeri britannica RMS Lusitania nel maggio 1915, in cui morirono 128 americani, Theodore fece una campagna vigorosa per conto del candidato alla presidenza repubblicana del 1916, Charles Evans Hughes, durante la quale criticò severamente Woodrow Wilson. Wilson fu successivamente rieletto a seguito di un programma che prevedeva la neutralità, ma portò il paese in guerra durante il suo secondo mandato.

### Prima guerra mondiale
Tutti i figli di Roosevelt ricevettero un addestramento militare prima della prima guerra mondiale. Con lo scoppio della guerra in Europa, nell'agosto del 1914, vi fu una forte preoccupazione per la prontezza della nazione nell'impegno militare. Solo il mese prima, il Congresso aveva tardivamente riconosciuto il significato dell'aviazione militare autorizzando la creazione di una sezione aeronautica nel Signal Corps. Nel 1915 il maggiore generale Leonard Wood, amico di Theodore Roosevelt, organizzò un campo estivo a Plattsburgh, per fornire addestramento militare a uomini d'affari e professionisti a proprie spese. Nell'agosto del 1915, molti giovani uomini benestanti di alcune delle migliori scuole della East Coast, tra cui Quentin e due dei suoi fratelli, parteciparono alle lezioni.
Con l'ingresso statunitense nella prima guerra mondiale, Quentin pensò che le sue abilità meccaniche sarebbero state utili all'esercito. Appena fidanzato con Flora, lasciò il college nel maggio del 1917 per unirsi al neo-costituito Aero Squadron della 1ª Riserva, la prima unità di riserva aerea della nazione. Si preparò a Long Island in un aeroporto in seguito ribattezzato Roosevelt Field in suo onore.

### Morte

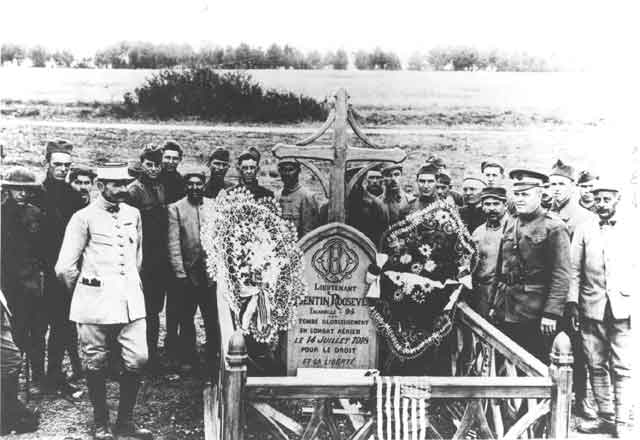
Gli alleati visitano la tomba di Quentin Roosevelt in Francia durante la prima guerra mondiale

Inviato in Francia, il tenente Roosevelt aiutò per primo a costituire la grande base di addestramento del servizio aereo a Issoudun. Alla fine divenne pilota nel 95° Aero Squadron e abbatté un aereo tedesco il 10 luglio 1918. Quattro giorni dopo, in un massiccio attacco aereo all'inizio della Seconda battaglia della Marna, fu lui stesso abbattuto dietro le linee tedesche.
L'aereo di Quentin (un Nieuport 28) fu abbattuto in combattimento aereo su Chamery, una frazione di Coulonges-en-Tardenois (ora Coulonges-Cohan) da due proiettili di mitragliatrice che lo colpirono alla testa. L'esercito tedesco lo seppellì con tutti gli onori sul campo di battaglia. Dato che l'aereo si era schiantato così vicino alle prime linee, usarono due pezzi di alberelli di tiglio, legati insieme con il filo del suo Nieuport, per modellare una croce per la sua tomba. Tuttavia, questo fu uno shock in Germania, che ancora teneva in grande considerazione Theodore Roosevelt e rimasero colpiti dal fatto che il figlio di un ex presidente fosse morto in servizio. Il governo francese gli conferì la Croix de Guerre.
A tre piloti tedeschi venne attribuita l'"uccisione" di Quentin in varie occasioni e tutti e tre potrebbero essere stati gli esecutori del colpo fatale:
- il tenente Karl Thom, uno dei più grandi assi volanti tedeschi della guerra, era nelle vicinanze e aveva confermato delle uccisioni nelle vicinanze; gli è stato spesso attribuito il merito dell'abbattimento di Quentin, ma non ha mai rivendicato l'uccisione[4];
- il tenente Christian Donhauser rivendicò il merito e si pubblicizzò come assassino di Quentin dopo la guerra[5];
- il sergente Carl Graeper rivendicò il merito, ma se sparò colpi mortali, fu la sua unica uccisione durante la guerra[6].

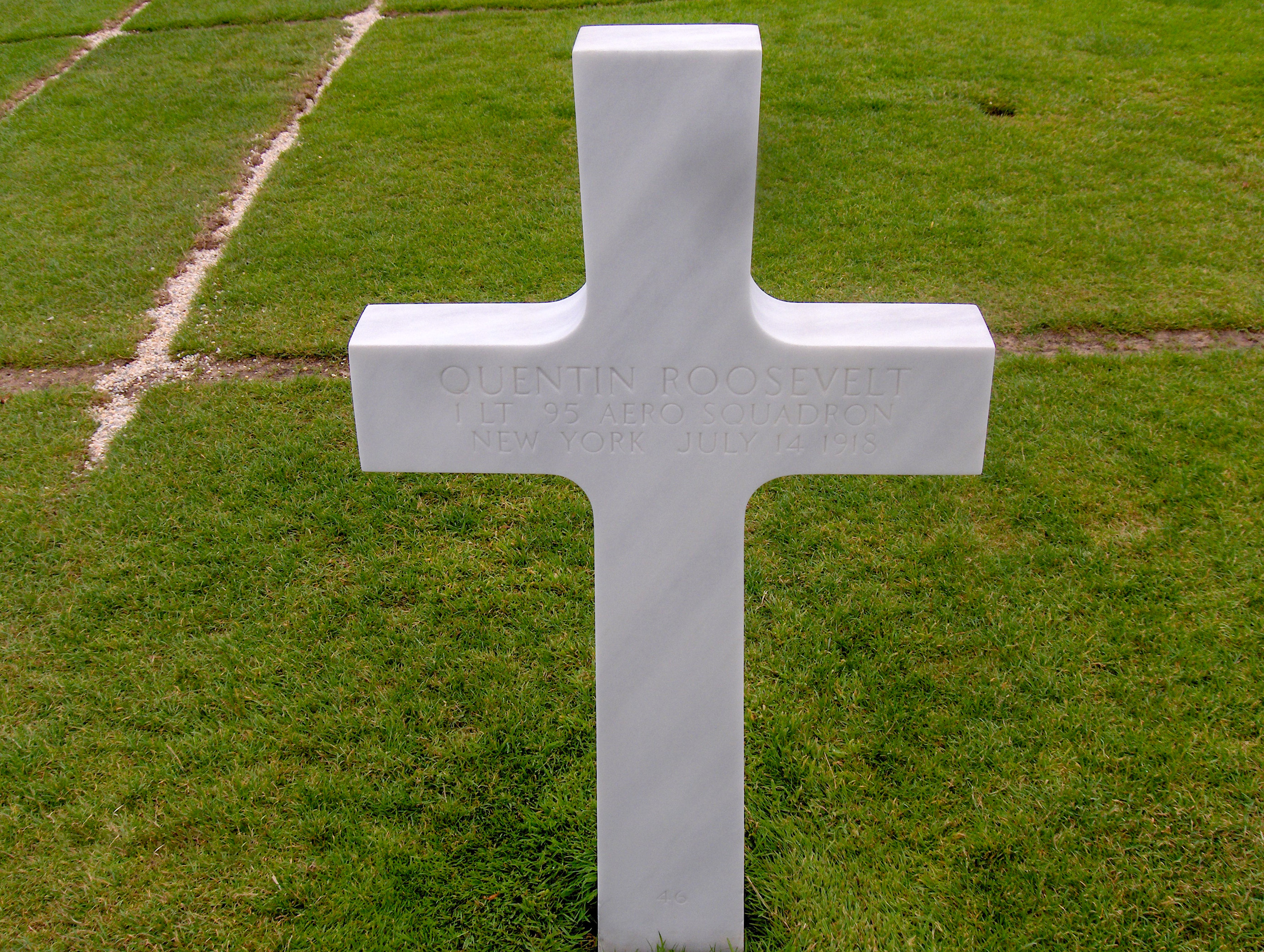
La tomba di Quentin Roosevelt nel cimitero americano in Normandia

Dopo che la sua tomba passò sotto il controllo degli Alleati, migliaia di soldati americani la visitarono per rendere omaggio. Il luogo di riposo di Quentin divenne un santuario e un'ispirazione per i suoi compagni d'armi. La sua morte fu una grande perdita personale per suo padre, che comprese abbastanza bene di aver incoraggiato l'entrata in guerra di suo figlio. Si dice che non si sia mai completamente ripreso dalla sua morte. Entro sei mesi, lo stesso Theodore sarebbe morto.
Undici anni dopo la costruzione del Normandy American Cemetery and Memorial a Colleville-sur-Mer, in Normandia, il corpo di Quentin fu riesumato e sepolto lì. Nel 1955 i resti di Quentin furono spostati per essere sepolti accanto al fratello maggiore Ted, che era morto di infarto in Francia nel 1944, poco dopo aver guidato le sue truppe negli sbarchi a Utah Beach. La lapide originale di Quentin fu spostata a Sagamore Hill per servire da cenotafio per il figlio del presidente. La croce di tiglio di fabbricazione tedesca che aveva segnato la tomba originale di Quentin è esposta al National Museum of the United States Air Force.